# 프레더릭 라이너스
프레더릭 라이너스(영어: Frederick Reines, /ˈraɪnəs/; 1918년 3월 16일~1998년 8월 26일)는 미국의 물리학자이다. 1995년 노벨 물리학상을 카원-라이너스 중성미자 실험에서 클라이드 코원과 함께 중성미자를 공동 발견한 공로로 수상했다. 역사상 "기본 입자의 발견 및 그 이후의 기본 속성에 대한 철저한 연구와 밀접하게 연관된" 유일한 과학자일 수 있다.
스티븐스 공과대학교와 뉴욕 대학교를 졸업한 라이너스는 1944년 맨해튼 계획의 로스앨러모스 국립연구소 이론 부서 리처드 파인만의 그룹에 합류했다. 그는 1946년 그곳에서 그룹 리더가 되었다. 그는 여러 핵 실험에 참여했으며, 1951년 태평양에서 그린하우스 작전 시험 시리즈의 책임자가 되었다.
1950년대 초, 핸퍼드 사이트와 사바나강 사이트에서 라이너스와 코원은 1956년 6월 처음으로 당시에는 감지할 수 없다고 여겨지던 중성미자를 감지하는 장비와 절차를 개발했다. 라이너스는 그의 경력의 대부분을 중성미자의 속성과 상호작용 연구에 바쳤으며, 이 작업은 앞으로 많은 연구자들의 중성미자 연구에 영향을 미쳤다. 여기에는 우주선에 의해 대기에서 생성된 중성미자의 검출과 1987년 초신성 SN1987A에서 방출된 중성미자의 검출이 포함되었으며, 이는 중성미자 천문학 분야를 열었다.

## 어린 시절
프레더릭 라이너스(이디시어: פרידריך ריינס)는 뉴저지주 패터슨에서 거시 (결혼 전 성: 코헨; 이디시어: גוססיע שאָהען רעינעס)와 이스라엘 라이너스 (이디시어: ישראל ריין)의 네 자녀 중 한 명으로 태어났다. 그의 부모는 같은 러시아 마을에서 온 유대인 이민자였지만, 뉴욕에서 만나 나중에 결혼했다. 그에게는 의사가 된 누나 파울라와 변호사가 된 두 형 데이비드와 윌리엄이 있었다. 그는 자신의 "어린 시절 교육이" 학구적인 형제자매들의 "강한 영향을 받았다"고 말했다. 그는 랍비 이츠하크 야코프 라이너스, 미즈라히의 창시자이자 종교 시온주의 운동의 먼 친척이었다.
가족은 뉴욕주 힐번으로 이사했고, 그곳에서 그의 아버지는 만물상을 운영했으며, 라이너스는 어린 시절의 대부분을 보냈다. 그는 이글 스카우트였다. 라이너스는 회상하며 "나의 어린 시절 기억은 이 전형적인 미국 시골 상점과 작은 미국 마을에서의 삶, 불꽃놀이와 정자 밴드 스탠드에서 연주되는 애국적인 음악으로 기념되는 독립기념일 축제를 중심으로 한다"고 말했다.
라이너스는 합창단에서 노래를 불렀고 솔리스트로도 활동했다. 한동안 그는 노래 경력을 고려했으며, 가족이 레슨비를 지불할 돈이 없었기 때문에 메트로폴리탄 오페라의 성악 코치로부터 무료로 레슨을 받았다. 가족은 나중에 뉴저지주 노스버겐으로 이사하여 케네디 불바드와 57번가에 거주했다. 노스버겐에는 고등학교가 없었기 때문에, 그는 유니언힐(현재 유니언시티)에 있는 유니언 힐 고등학교에 다녔고, 1935년에 졸업했다.
라이너스는 어린 나이부터 과학에 흥미를 보였고, 무언가를 만들고 짓는 것을 좋아했다. 그는 나중에 다음과 같이 회고했다.
내가 기억하는 과학에 대한 첫 번째 흥미는 종교 학교에서 지루했던 순간에 일어났다. 황혼에 창밖을 보다가 손을 말아 망원경을 흉내내어 빛에 대한 특이한 점을 발견했는데, 그것은 바로 회절 현상이었다. 그것이 나에게 빛에 대한 매혹을 시작하게 했다.
아이러니하게도 라이너스는 문학과 역사 과목에서 뛰어났지만, 고등학교 1학년 때는 과학과 수학에서 평균 이하의 성적을 받았다. 하지만 학교 실험실 열쇠를 준 교사의 격려 덕분에 2학년과 3학년 때 그 분야에서 향상되었다. 이는 3학년 때 과학에 대한 사랑을 키웠다. 졸업반 학생들에게 졸업 앨범에 무엇을 쓰고 싶은지 묻는 질문에 그는 "비범한 물리학자가 되는 것"이라고 답했다.
라이너스는 매사추세츠 공과대학교에 합격했지만 대신 호보컨의 스티븐스 공과대학교에 진학하여 1939년에 기계공학 이학사 학위를, 1941년에 수학 물리학 과학 석사 학위를 취득했으며, "광학 회절 이론에 대한 비판적 검토"라는 학위논문을 썼다. 그는 1940년 8월 30일에 실비아 사무엘스와 결혼했다. 그들은 로버트와 알리사 두 자녀를 두었다. 그 후 뉴욕 대학교에 입학하여 1944년에 철학박사 학위를 취득했다. 그곳에서 세르주 코르프 밑에서 우주선을 연구했지만, 리처드 D. 프레젠트의 지도 아래 "핵분열과 핵의 액체 방울 모델"에 대한 논문을 썼다. 논문의 출판은 제2차 세계 대전 종료 후까지 지연되었다. 1946년에 피지컬 리뷰에 게재되었다.

## 로스앨러모스 국립연구소

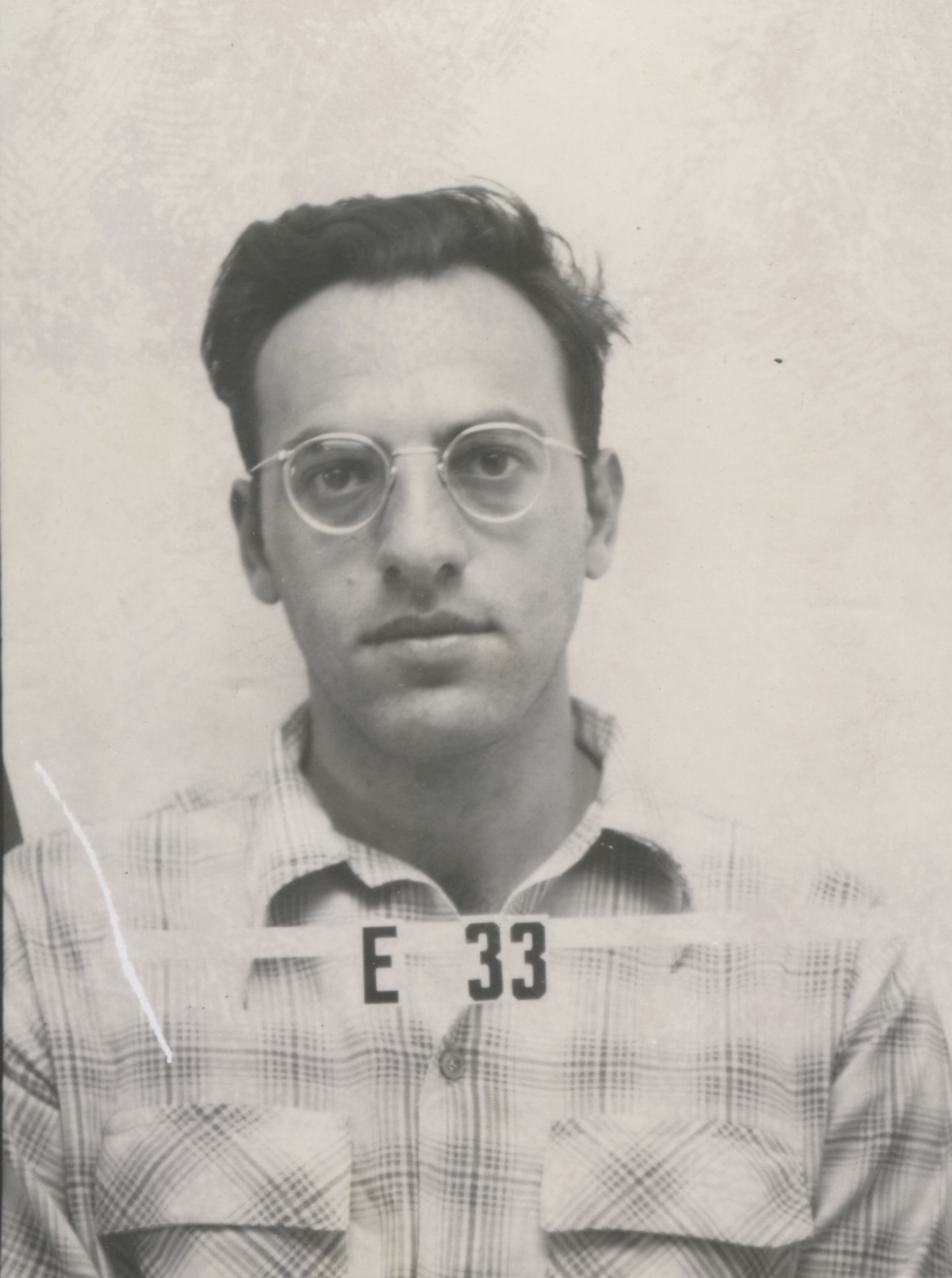
프레더릭 라이너스의 로스앨러모스 배지

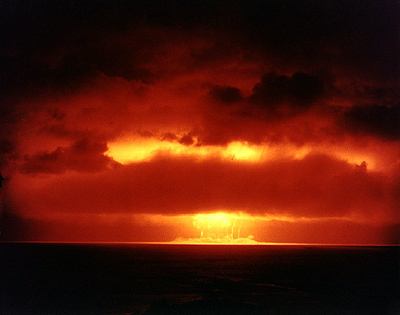
그린하우스 작전 – 도그 폭발

1944년 리처드 파인만은 라이너스를 맨해튼 계획의 로스앨러모스 국립연구소 이론 부서에서 일하도록 채용했으며, 그는 그곳에서 다음 15년 동안 머물렀다. 그는 한스 베테의 T (이론) 부서의 일부였던 파인만의 T-4 (확산 문제) 그룹에 합류했다. 확산은 임계 질량 계산의 중요한 측면이었다. 1946년 6월, 그는 T-1 (드래곤 이론) 그룹을 이끄는 그룹 리더가 되었다. "악마의 꼬리 간지럽히기" 실험에서 발전한 드래곤은 짧은 시간 동안 임계 상태에 도달할 수 있는 기계로, 연구 도구 또는 전원으로 사용될 수 있었다.
라이너스는 여러 핵 실험에 참여하고 그 결과에 대한 보고서를 작성했다. 여기에는 1946년 비키니 환초에서의 크로스로드 작전, 1948년 이니웨톡 환초에서의 샌드스톤 작전, 그리고 네바다 핵 실험장에서의 레인저 작전과 버스터-쟁글 작전이 포함되었다. 1951년 그는 태평양에서 그린하우스 작전 핵 실험 시리즈의 책임자였다. 이는 증폭형 핵분열탄의 첫 번째 미국 실험을 보았으며, 수소폭탄으로 가는 중요한 단계였다. 그는 핵폭발의 영향을 연구했으며, 존 폰 노이만과 함께 마흐 줄기 형성(공기 폭발파의 중요한 측면)에 대한 논문을 공동 저술했다.
이러한 핵 실험에서의 역할에도 불구하고, 혹은 그 때문에 라이너스는 대기 핵 실험으로 인한 방사능 오염의 위험에 대해 우려했으며, 지하 핵 실험의 옹호자가 되었다. 스푸트니크 충격 이후, 그는 존 아치볼드 휠러의 프로젝트 137에 참여했으며, 이는 JASON으로 발전했다. 그는 또한 1958년 제네바에서 열린 평화를 위한 원자력 회의의 대표단이었다.

## 중성미자와 별의 내부 작동 발견

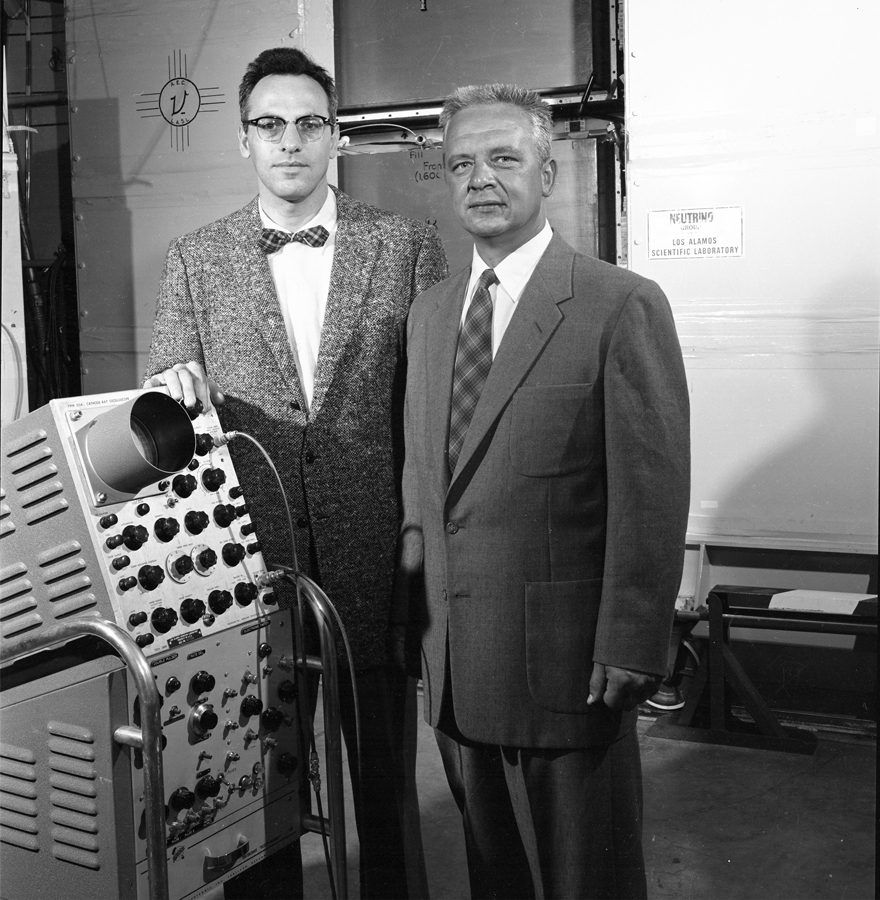
라이너스와 클라이드 코원

중성미자는 볼프강 파울리가 1930년 12월 4일 처음으로 제안한 아원자 입자이다. 이 입자는 중성자가 양성자와 전자로 붕괴할 때 발생하는 베타 붕괴 관측에서 누락된 에너지 문제를 해결하는 데 필요했다. 새로운 가상의 입자는 에너지 보존 법칙을 보존해야 했다. 엔리코 페르미는 이를 이탈리아어로 "작고 중성인 것"을 의미하는 중성미자로 개명했으며, 1934년에는 핵에서 방출되는 전자가 중성자가 양성자, 전자, 중성미자로 붕괴하여 생성된다는 베타 붕괴 이론을 제안했다.

n0
 → 
p+
 + 
e−
 + 
ν
e
중성미자는 누락된 에너지를 설명했지만, 페르미의 이론은 직접 관측하기 불가능해 보이는 작은 질량과 전기 전하가 없는 입자를 설명했다. 1934년 논문에서 루돌프 파이얼스와 한스 베테는 중성미자가 지구를 쉽게 통과할 수 있다고 계산하고 "중성미자를 관측할 수 있는 실질적인 방법은 없다"고 결론지었다.

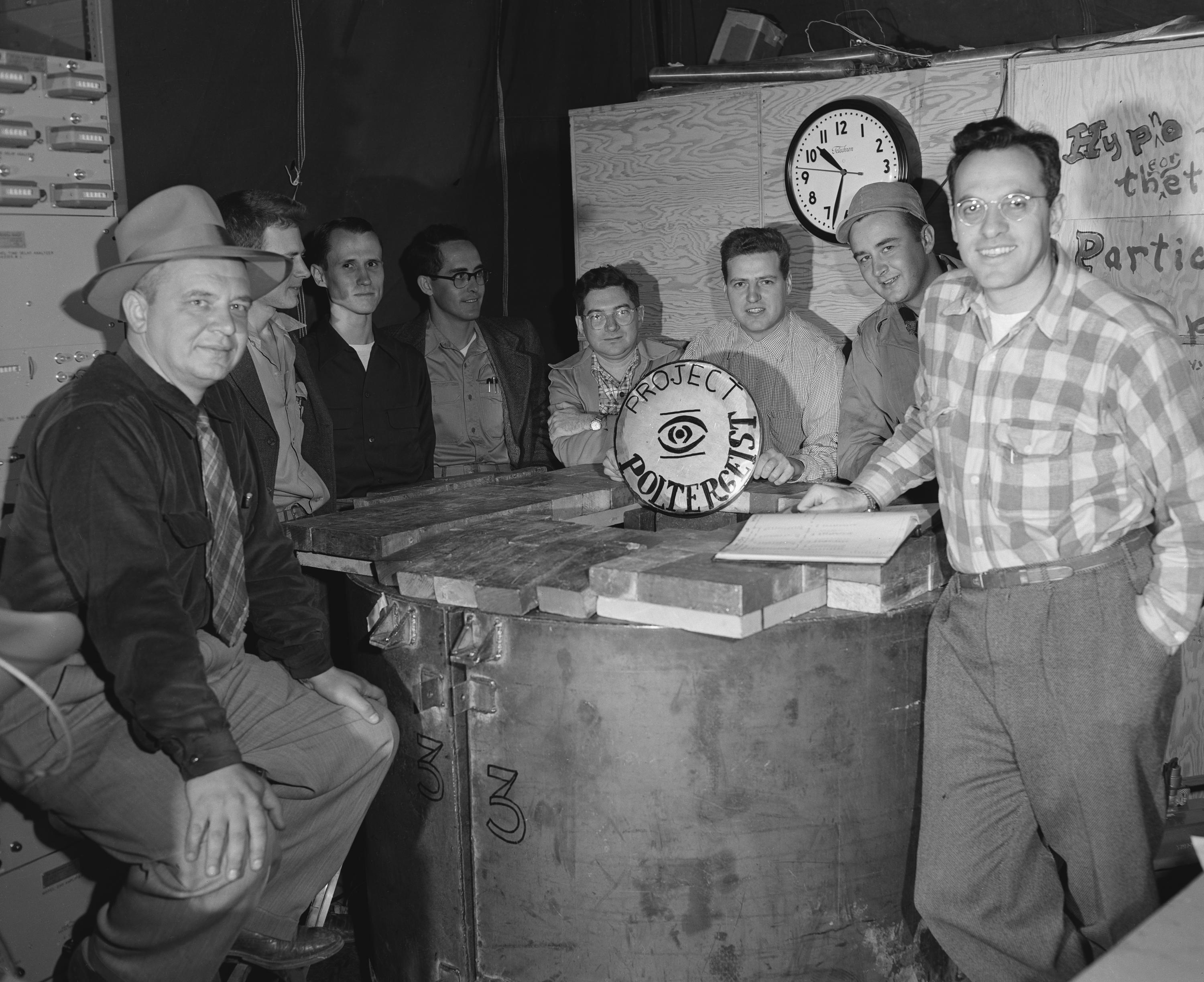
프레더릭 라이너스 (맨 오른쪽)와 클라이드 코원 (맨 왼쪽) 및 프로젝트 폴터가이스트의 다른 구성원들

1951년 라이너스와 그의 동료 클라이드 코원은 중성미자를 감지하여 그 존재를 증명할 수 있는지 확인하기로 결정했다. 그린하우스 실험 시리즈가 끝날 무렵, 라이너스는 T 부서장인 J. 카슨 마크로부터 기초 물리학을 연구하기 위한 체류 허가를 받았다. "그렇다면 왜 우리는 자유 중성미자를 감지하고 싶었을까?" 그는 나중에 설명했다. "모두가 불가능하다고 말했기 때문이다."
페르미의 이론에 따르면, 중성미자가 양성자와 결합하여 중성자와 양전자를 생성하는 해당 역반응도 있었다.

ν
e + 
p+
 → 
n0
 + 
e+

양전자는 곧 전자와 상쇄되어 두 개의 0.51 MeV 감마선을 생성하고, 중성자는 양성자에 포획되어 2.2 MeV 감마선을 방출한다. 이는 감지할 수 있는 독특한 신호를 생성할 것이다. 그들은 액체 섬광체에 카드뮴 염을 추가하여 중성자 포획 반응을 강화하고, 총 에너지 9 MeV의 감마선 버스트를 생성할 수 있다는 것을 깨달았다. 중성미자 발생원으로 원자 폭탄을 사용할 것을 제안했다. 이는 연구소장인 노리스 브래드버리로부터 허가를 받았다. 계획은 "히로시마에 투하된 것과 유사한 20킬로톤 핵폭탄"을 터뜨리는 것이었다. 탐지기는 폭발 지점에서 40미터 떨어진 구멍에 폭발 순간에 투하되어 "최대 flux를 포착"하도록 제안되었다. 그것은 "엘 몬스트로"라고 명명되었다. 실험을 위한 갱도를 파기 시작했을 때 J. M. B. 켈로그는 폭탄 대신 원자로를 사용하도록 그들을 설득했다. 중성미자 발생원은 덜 강렬했지만, 장기간에 걸쳐 여러 실험을 수행할 수 있다는 장점이 있었다.
1953년, 그들은 현재 카원-라이너스 중성미자 실험으로 알려진 핸퍼드 핵시설의 대형 원자로 중 하나를 사용하여 첫 시도를 했다. 그들은 이 실험을 "프로젝트 폴터가이스트"라고 명명했다. 그들의 탐지기는 300 리터 (66 imp gal; 79 US gal)의 섬광 액체와 90개의 광전자 증배관을 포함했지만, 우주선(물리)의 배경 잡음으로 인해 노력이 좌절되었다. 존 아치볼드 휠러의 격려로 그들은 1955년에 다시 시도했으며, 이번에는 사바나강 부지에 있는 새로운 700MW급 대형 원자로 중 하나를 사용했는데, 이 원자로는 1.2조/cm2초의 높은 중성미자 플럭스를 방출했다. 그들은 또한 원자로에서 11 미터 (36 ft), 지하 12 미터 (39 ft)에 편리하고 잘 차폐된 장소를 확보했다. 1956년 6월 14일, 그들은 파울리에게 중성미자가 발견되었다고 알리는 전보를 보낼 수 있었다. 베테는 자신이 틀렸다는 것을 알게 되었을 때, "글쎄, 신문에 나온 모든 것을 믿어서는 안 돼"라고 말했다.

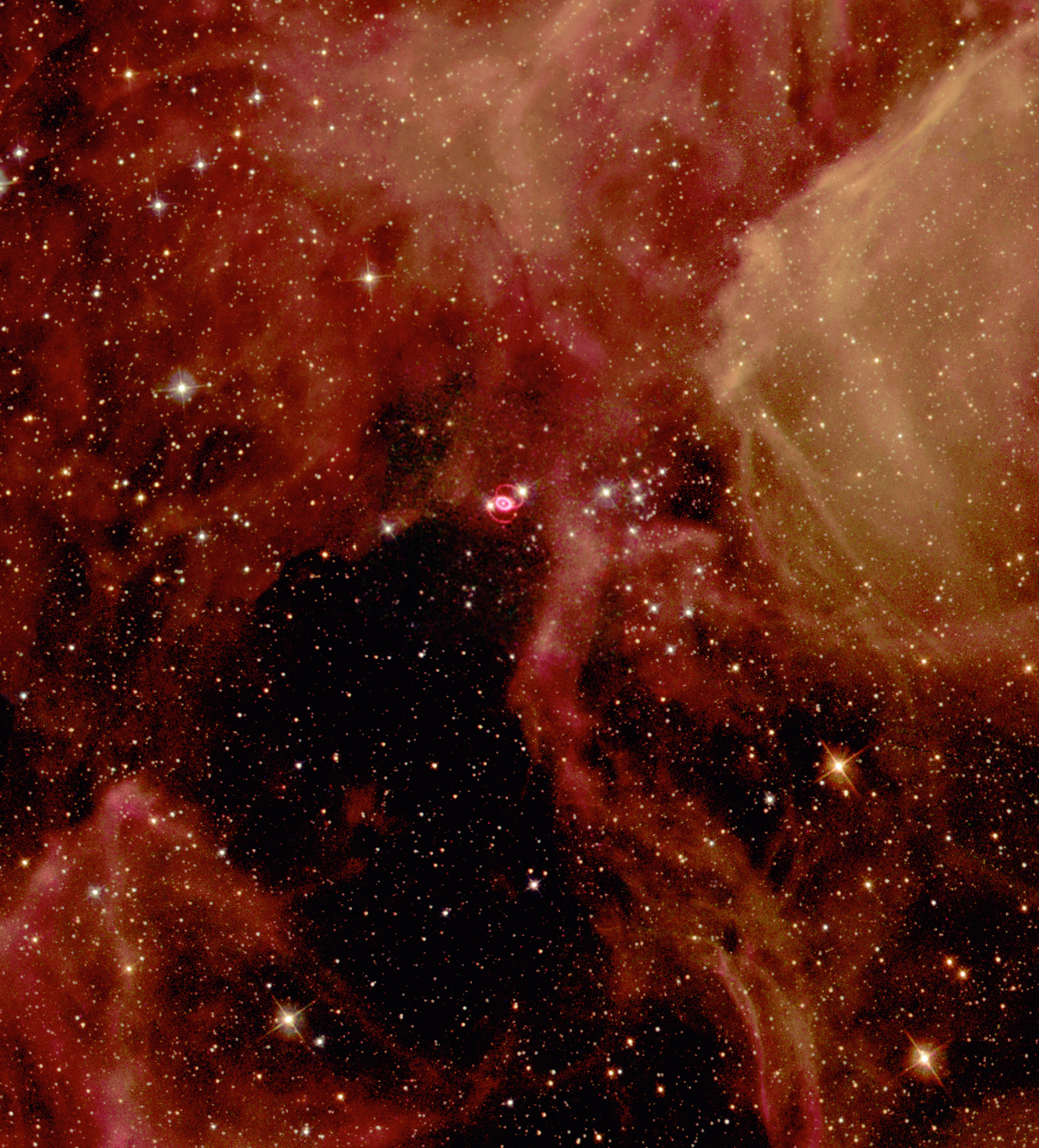
초신성 SN1987A (허블 우주망원경으로 본 중심의 밝은 물체)

그때부터 라이너스는 그의 경력의 대부분을 중성미자의 속성과 상호작용 연구에 바쳤고, 이 작업은 미래의 연구자들에게 중성미자 연구에 영향을 미쳤다. 코원은 1957년 조지 워싱턴 대학교에서 가르치기 위해 로스앨러모스를 떠나 그들의 협력은 끝이 났다. 중성미자를 처음으로 감지한 그의 업적을 바탕으로 라이너스는 1959년부터 1966년까지 케이스 웨스턴 리저브 대학교 물리학과장을 맡았다. 케이스에서 그는 우주선에 의해 대기에서 생성된 중성미자를 처음으로 감지한 그룹을 이끌었다. 라이너스는 쩌렁쩌렁한 목소리를 가졌고, 어린 시절부터 가수였다. 이 시기에 그는 연구 감독 및 물리학과장으로서의 의무 외에도, 로버트 쇼의 지휘 아래 클리블랜드 관현악단과 조지 셀과의 공연에서 클리블랜드 오케스트라 합창단에서 노래를 불렀다.
1960년대 초, 라이너스는 남아프리카 공화국 요하네스버그 근처의 이스트 랜드 금광에 탐지기를 만들었다. 이 장소는 깊이가 3.5 km라는 점 때문에 선택되었다. 1965년 2월 23일, 새로운 탐지기는 첫 대기 중성미자를 포착했다. 라이너스는 미국의 엔지니어 어거스트 "거스" 흐루슈카를 데려왔고, 그들은 비트바테르스란트 대학교의 남아프리카 물리학자 프리델 셀숍과 함께 일했다. 장비는 케이스 인스티튜트에서 만들어졌고, 50개의 보관 탱크에 담긴 20톤의 섬광액은 미국에서 운송되었다. 아파르트헤이트 인종 차별 국가에서 일하기로 한 결정은 라이너스의 많은 동료들로부터 도전을 받았지만, 그는 "과학은 정치를 초월한다"고 말했다. 광산의 연구실 팀은 라이너스의 대학원생인 윌리엄 크롭과 헨리 소벨이 이끌었다. 실험은 1963년부터 1971년까지 진행되었으며, 167개의 중성미자 사건을 포착했다.
1966년, 라이너스는 새롭게 설립된 캘리포니아 대학교 어바인 (UCI)으로 옮겨갈 때 그의 중성미자 연구팀 대부분을 데리고 갔으며, 그곳의 초대 물리과학대학장이 되었다. UCI에서 라이너스는 일부 대학원생들의 연구 관심을 의료 방사선 탐지기 개발로 확장했는데, 이는 방사선 치료에서 인체 전체에 전달되는 총 방사선량을 측정하는 것과 같은 것이었다.
라이너스는 초신성 폭발의 먼 사건을 측정할 가능성에 대비했다. 초신성 폭발은 드물지만, 라이너스는 자신이 살아있는 동안 하나를 볼 수 있을 만큼 운이 좋을 것이며, 특별히 설계된 탐지기로부터 쏟아져 나오는 중성미자를 포착할 수 있을 것이라고 생각했다. 초신성이 폭발하기를 기다리는 동안, 그는 그의 대형 중성미자 탐지기 중 일부에 "초신성 조기 경보 시스템"이라는 표지판을 달았다. 1987년, 초신성 SN1987A에서 방출된 중성미자가 이르빈-미시건-브룩헤이븐 (IMB) 협력에 의해 감지되었는데, 이 협력은 클리블랜드 근처의 소금 광산에 위치한 8,000톤 체렌코프 탐지기를 사용했다. 일반적으로 탐지기는 매일 몇 개의 배경 사건만을 기록했다. 초신성은 단 10초 만에 19개의 사건을 기록했다. 이 발견은 중성미자 천문학 분야를 열었다고 평가받는다.
1995년 라이너스는 마틴 루이스 펄과 함께 코원과의 중성미자 최초 감지 작업으로 노벨 물리학상을 수상했다. 불행히도 코원은 1974년에 사망했으며 노벨상은 사후에 수여되지 않는다. 라이너스는 또한 1981년 J. 로버트 오펜하이머 기념상, 1985년 국가 과학 메달, 1989년 브루노 로시 상, 1990년 마이컬슨-몰리 상, 1992년 파노프스키 상, 1992년 프랭클린 메달을 포함한 많은 다른 상을 받았다. 그는 1980년 미국국립과학원 회원으로, 1994년 러시아 과학 아카데미 외국인 회원으로 선출되었다. 그는 1974년까지 UCI 물리과학대학장을 지냈으며, 1988년에는 명예교수가 되었지만 1991년까지 계속 가르쳤고 사망할 때까지 UCI 교수로 재직했다.

## 사망

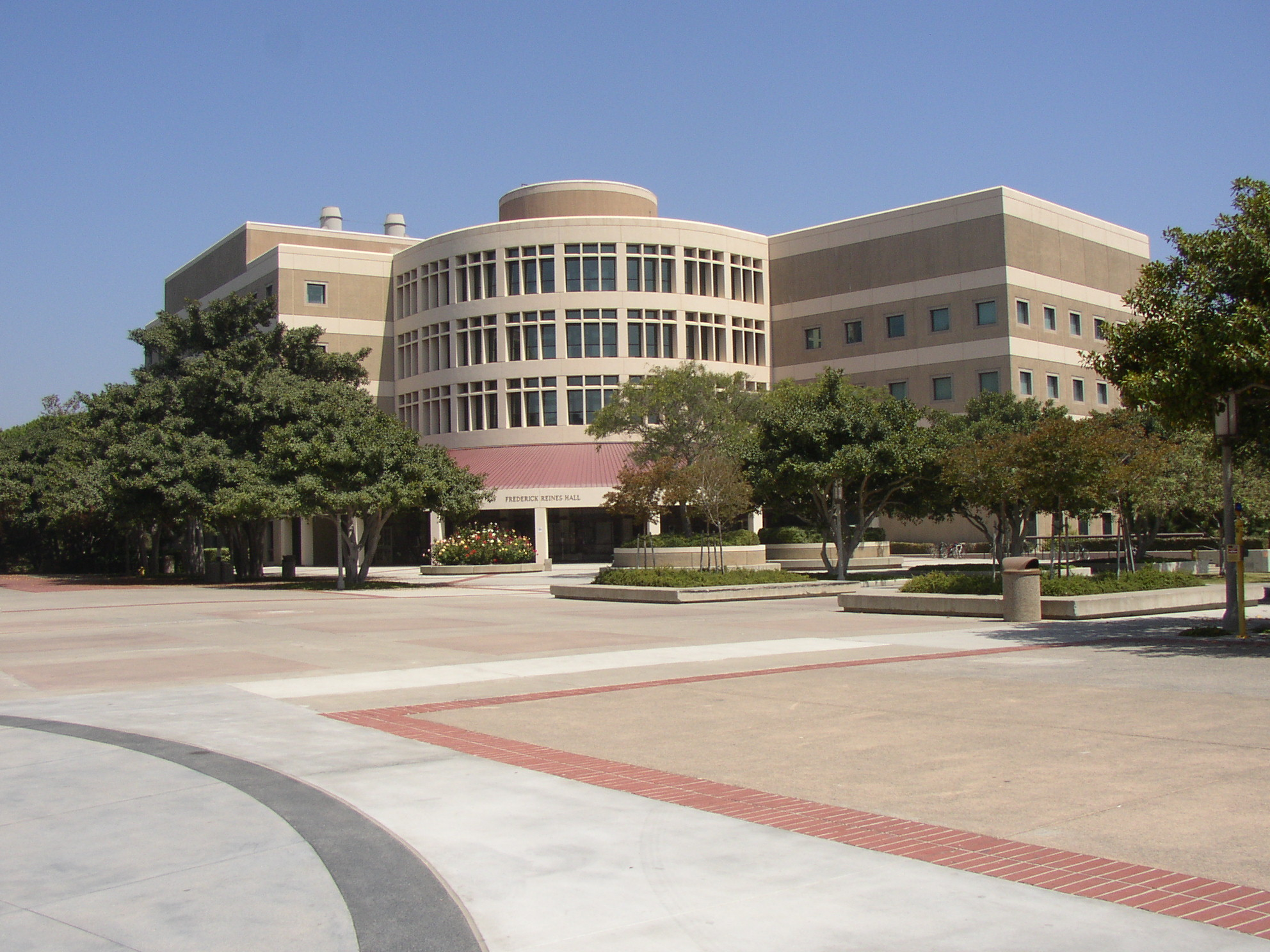
캘리포니아 대학교 어바인의 프레더릭 라이너스 홀에는 물리학 및 천문학 학과와 화학 학과 일부가 입주해 있다.

라이너스는 오랜 투병 끝에 1998년 8월 26일 캘리포니아주 오렌지에 있는 캘리포니아 대학교 어바인 메디컬 센터에서 사망했다. 그는 아내와 자녀들을 남겼다. 그의 논문은 UCI 도서관에 수집되어 있다. 캘리포니아 대학교 어바인의 물리학 및 천문학 학과가 있는 프레더릭 라이너스 홀은 그의 이름을 따서 명명되었다.

## 출판물
- Reines, F. & C. L. Cowan Jr. "On the Detection of the Free Neutrino", 로스앨러모스 국립연구소 (LANL) (전신 기관 로스앨러모스 과학 연구소), 미국 에너지부 (전신 기관 미국 원자력위원회), (1953년 8월 6일).
- Reines, F., Cowan, C. L. Jr., Carter, R. E., Wagner, J. J. & M. E. Wyman. "The Free Antineutrino Absorption Cross Section. Part I. Measurement of the Free Antineutrino Absorption Cross Section. Part II. Expected Cross Section from Measurements of Fission Fragment Electron Spectrum", 로스앨러모스 국립연구소 (LANL) (전신 기관 로스앨러모스 과학 연구소), 미국 에너지부 (전신 기관 미국 원자력위원회), (1958년 6월).
- Reines, F., Gurr, H. S., Jenkins, T. L. & J. H. Munsee. "Neutrino Experiments at Reactors", 캘리포니아 대학교 어바인, 케이스 웨스턴 리저브 대학교, 미국 에너지부 (전신 기관 미국 원자력위원회), (1968년 9월 9일).
- Roberts, A., Blood, H., Learned, J. & F. Reines. "Status and Aims of the DUMAND Neutrino Project: the Ocean as a Neutrino Detector", 페르미 국립 가속기 연구소 (FNAL), 미국 에너지부 (전신 기관 에너지 연구 및 개발 관리청), (1976년 7월).
- Reines, F. (1991). 《Neutrinos and Other Matters: Selected Works of Frederick Reines》. Teaneck, N.J.: World Scientific. ISBN 978-981-02-0392-4.

## 내용주
1. 1 2 3  Wilford, John Noble (1998년 8월 28일). “Frederick Reines Dies at 80; Nobelist Discovered Neutrino”. 《뉴욕 타임스》. 2015년 2월 18일에 확인함.
2. 1 2 3  Schultz, Jonas; Sobel, Hank. “Frederick Reines and the Neutrino”. 캘리포니아 대학교 어바인 물리과학부. 2014년 2월 20일에 원본 문서에서 보존된 문서.
3. 1 2 3 4 5 6 7 8 9 10 11 12 13 14  Kropp, William; Schultz, Jonas; Sobel, Henry (2009). 《Frederick Reines 1918-1998 A Biographical Memoir》 (PDF). Washington D.C.: 미국국립과학원. 2010년 3월 17일에 확인함.
4. 1 2 3 4 5 6 7 8 9 10  “The Nobel Prize in Physics 1995”. Nobel Foundation. 2012년 3월 23일에 확인함.
5. 1 2 3  Pope, Gennarose (2012년 3월 25일). “Bridge of troubled Kennedy Boulevard”. 《유니언 시티 리포터》. 12면.
6. ↑  “Nuclear fission and the liquid drop model of the nucleus”. 뉴욕 대학교. 2015년 2월 18일에 확인함.
7. ↑  Present, R. D.; Reines, F.; Knipp, J. K. (October 1946). 《The Liquid Drop Model for Nuclear Fission》. 《피지컬 리뷰》 70. 557–558쪽. Bibcode:1946PhRv...70..557P. doi:10.1103/PhysRev.70.557.2. hdl:2027/mdp.39015086430553. PMID 18880816.
8. ↑  Truslow & Smith 1961, 56–59쪽.
9. ↑  Close 2012, 15–18쪽.
10. ↑  Fermi, E. (1968). 《Fermi's Theory of Beta Decay》 (PDF). 《아메리칸 저널 오브 피직스》 36. Wilson, Fred L. (trans.). 1150–1160쪽. Bibcode:1968AmJPh..36.1150W. doi:10.1119/1.1974382. 2013년 1월 20일에 확인함.
11. ↑  Close 2012, 22–25쪽.
12. ↑  Bethe, H.; Peierls, R. (1934년 4월 7일). 《The Neutrino》. 《네이처》 133. 532쪽. Bibcode:1934Natur.133..532B. doi:10.1038/133532a0. ISSN 0028-0836. S2CID 4001646.
13. 1 2 3 4 5  Reines, Frederick (1995년 12월 8일). “The Neutrino: From Poltergeist to Particle” (PDF). Nobel Foundation. 2024년 8월 12일에 확인함. Nobel Prize lecture
14. 1 2 3  Lubkin, Gloria B. (1995). 《Nobel Prize in Physics goes to Frederick Reines for the Detection of the Neutrino》 (PDF). 《피직스 투데이》 48. 17–19쪽. Bibcode:1995PhT....48l..17L. doi:10.1063/1.2808286. ISSN 0031-9228. 2008년 12월 17일에 원본 문서 (PDF)에서 보존된 문서.
15. 1 2 3 4 5  Abbott, Alison (2021년 5월 17일). 《The singing neutrino Nobel laureate who nearly bombed Nevada》. 《Nature》 (영어) 593. 334–335쪽. Bibcode:2021Natur.593..334A. doi:10.1038/d41586-021-01318-y.
16. ↑  Close 2012, 37–41쪽.
17. 1 2  Close 2012, 42쪽.
18. 1 2 3  “In Memoriam, 1998. Frederick Reines, Physics; Radiological Sciences: Irvine”. University of California. 2015년 2월 19일에 확인함.
19. 1 2  Cole, Leonard A (March 2021). 《Chasing the Ghost: Nobelist Fred Reines and the Neutrino》 (영어). 3–13쪽. doi:10.1142/9789811231063_0001. ISBN 978-981-12-3105-6.
20. ↑  《Frederick Reines wins Oppenheimer Prize》. 《피직스 투데이》 34. May 1981. 94쪽. Bibcode:1981PhT....34R..94.. doi:10.1063/1.2914589.
21. ↑  “The Passing of Frederick Reines, Physics Nobel Laureate in 1995”. 캘리포니아 대학교 어바인. 2013년 11월 2일에 원본 문서에서 보존된 문서.
22. ↑  “Guide to the Frederick Reines Papers”. 2015년 2월 18일에 확인함 – 캘리포니아 디지털 도서관 경유.

## 같이 보기
- 유대인 노벨상 수상자 목록